# Alex Kelly
Alex Kelly (1988), gespeeld door actrice Olivia Wilde, is een personage uit de televisieserie The O.C..

## Seizoen2
Alex is een wilde en rebelse dame die in "The Baitshop" achter de bar werkt, nadat ze van drie verschillende scholen is getrapt. Seth Cohen zoekt een baan en krijgt die hier. Ondanks dat ze elkaars tegenpolen zijn, worden ze verliefd en krijgen een relatie. Als Seth ontdekt dat Alex biseksueel is, maakt hij het uit.
Niet veel later krijgt Alex een relatie met Marissa Cooper. Marissa trekt zelfs bij haar in. Als Marissa weer verliefd wordt op Ryan Atwood, maakt ze het uit met haar. Hierna besluit Alex weer in te trekken bij haar ouders en wil ze haar schooldiploma weer halen.